# Distretto di Toruń
Il distretto di Toruń (in polacco powiat toruński) è un distretto polacco appartenente al voivodato della Cuiavia-Pomerania.

## Geografia antropica

### Suddivisioni amministrative
Il distretto comprende 9 comuni.
- Comuni urbani: Chełmża
- Comuni rurali: Chełmża, Czernikowo, Lubicz, Łubianka, Łysomice, Obrowo, Wielka Nieszawka, Zławieś Wielka